# التحالف للديمقراطية والتقدم (بنين)
التحالف للديمقراطية والتقدم (بالفرنسية: Alliance pour la Démocratie et le Progrès)‏ كان حزبا سياسيا في بنين.

## التاريخ
تأسس الحزب في عام 1990 من قبل جدعون داسوندو من أجل حملة ضد الاستفتاء الدستوري. ومع ذلك، تمت الموافقة على التغييرات المقترحة من قبل 93 ٪ من الناخبين.
في الانتخابات البرلمانية لعام 1991، خاض الحزب تحالفًا مع الاتحاد الديمقراطي للتجديد الاجتماعي. فاز التحالف بمقعدين، وأصبح داسوندو أحد نوابه. بحلول عام 1992، كان الحزب بقيادة أديكبيدو سيلفان أكينديس.
خاض الحزب الانتخابات البرلمانية لعام 1995 وحده، وحصل على 1.4٪ من الأصوات وفاز بمقعد واحد،  الذي حصل عليه أنطوان إيدجي كولاولي. ومع ذلك، فقد فقد مقعده الوحيد في انتخابات عام 1999.